# Бойцов, Василий Васильевич
Васи́лий Васи́льевич Бойцо́в (1 января 1908, Алабино, Наро-Фоминский городской округ — 18 декабря 1997, Москва) — советский авиационный инженер, учёный, государственный деятель. Кандидат в члены ЦК КПСС (1976—1986), депутат Верховного Совета СССР 7—10 созывов.

## Биография

### Ранние годы
Родился 19 декабря 1907 [1 января 1908] в дер. Алабино Московской губернии (ныне – Наро-Фоминский район Московской области). В 1925–1927 гг. – рабочий промысловой артели. В 1930 году окончил Московский техникум промкооперации и до 1932 года работал заведующим техникумом в Орехово-Зуевском районе Московской области. В 1937 году окончил Московский механико-машиностроительный институт им. Н. Э. Баумана (МВТУ) со специализацией по кафедре сварки.

### Работа в авиационной промышленности
Начал работать на авиационном заводе № 39 в Москве инженером, затем начальником цеха.
В 1940–1942 годах – директор строящегося в Комсомольске-на-Амуре авиационного завода № 130. В 1942–1943 годах – главный инженер авиазавода № 156 (Москва), на котором производились подвесные бензобаки и амортизаторы для авиационных лыж. В 1943 году переведён на должность начальника производства авиазавода № 381 (Москва), на котором готовился выпуск истребителей Ла-5ФН.
В период Великой Отечественной войны – уполномоченный Наркомата авиапромышленности СССР по 17-й воздушной армии (1943–1944). Обеспечивал ремонт самолётов в полевых условиях во время Белгородско-Харьковской операции и освобождения Украины.
В 1944–1946 годах – главный инженер авиационного завода № 292 (Саратов), на котором строились истребители Як-3. В 1947 году – заместитель министра авиационной промышленности СССР.
В 1947–1963 годах – директор Научно-исследовательского института авиационной технологии и организации производства (НИАТ). Под его руководством разработаны рекомендации для конструкторов по технологичности авиационных конструкций, а также теоретические обоснования процессов технологической подготовки производства в самолётостроении. В 1960 году Бойцов сформулировал идеи комплексной механизации и автоматизации производственных процессов в мелкосерийном производстве.

### Работа в Госстандарте СССР и преподавательская деятельность
В 1953–1970 годах совмещал работу в НИАТ и Госстандарте СССР. 
В 1963–1984 годах – председатель Госстандарта СССР. В период 1977—1979 годов был президентом Международной организации по стандартизации. Один из инициаторов и участников создания системы стандартизации ИСО серии 9000. 
С 1953 по 1970 годы преподавал на кафедре технологии производства летательных аппаратов МАИ в должности профессора-совместителя. Профессор (1955), доктор технических наук (1960).
С января 1984 года персональный пенсионер союзного значения. С этого года и до своей смерти возглавлял кафедру «Экономика и организация производства» МВТУ.

### Смерть
Василий Васильевич Бойцов умер 18 декабря 1997 года, он похоронен на Троекуровском кладбище.

### Семья
Бойцов был женат. Сын — Борис Васильевич Бойцов, учёный, доктор технических наук, профессор, заведующий кафедрой МАИ. Внук — Василий Борисович Бойцов, директор департамента Счетной палаты РФ, ранее также возглавляя Департамент государственной политики в области технического регулирования и обеспечения единства измерений Минпромторга России и Департамент технического регулирования и аккредитации Евразийской экономической комиссии.

## Награды и звания
- Три ордена Ленина
- Орден Октябрьской Революции
- Орден Отечественной войны I степени
- Орден Отечественной войны II степени
- Орден Трудового Красного Знамени
- Орден Красной Звезды
- Орден «Знак Почёта»
- Премия имени 25-летия МАИ (1971) — 1-я премия за учебник «Технология самолетостроения» (совместно с А. Л. Абибовым, Н. М. Бирюковым, В. П. Григорьевым, С. В. Елисеевым, И. А. Зерновым, Л. А. Коноровым и П. Ф. Чударевым)[8]
- Почётный доктор Самарского государственного аэрокосмического университета (СГАУ)[9]

## Память
- В 1998 году именем Бойцова названа малая планета 1978 OG2 (теперь она зарегистрирована в Международном каталоге малых планет за № 6685 с именем Boitsov)[10]